# Lecci
Lecci es una comuna francesa del departamento de Córcega del Sur, en la colectividad territorial de Córcega.

## Demografía
| 318 | 484 | 578 | 678 | 709 | 706 | 1 010 | 1 357 | 1 673 |
| Para los censos de 1962 a 1999 la población legal corresponde a la población sin duplicidades (Fuente: INSEE [Consultar]) |     |     |     |     |     |       |       |       |